# Голден Вали (Аризона)
Голден Вали (енгл. Golden Valley) насељено је место без административног статуса у америчкој савезној држави Аризона.

## Демографија
По попису из 2010. године број становника је 8.370, што је 3.855 (85,4%) становника више него 2000. године.
| Група             | 2000.         | 2010.         |
| Белци             | 3.988 (88,3%) | 7.093 (84,7%) |
| Афроамериканци    | 23 (0,5%)     | 39 (0,5%)     |
| Азијати           | 33 (0,7%)     | 72 (0,9%)     |
| Хиспаноамериканци | 363 (8,0%)    | 882 (10,5%)   |
| Укупно            | 4.515         | 8.370         |